# Enrico Castelnuovo (écrivain)
Pour les articles homonymes, voir Enrico Castelnuovo.
Enrico Castelnuovo (né en 1839 à Florence – mort en 1915 à Venise) est un écrivain italien qui a eu un rôle significatif dans la période historique du Risorgimento. Il est aussi le père du mathématicien Guido Castelnuovo.

## Œuvres
- Il quaderno della zia, 1872
- Nevica, 1878
- Reminiscenze e fantasie, 1885
- Prima di partire, 1890
- Il ritorno dell'Aretusa, 1901
- I coniugi Varedo, 1913